# Recording Industry Association of Malaysia
Recording Industry Association of Malaysia (RIM) (en malayo Persatuan Industri Rakaman Malaysia) es una organización musical sin fines de lucro de Malasia, fundada el 12 de diciembre de 1978, como Malaysian Association of Phonograph Producers (MAPP). A finales de la década de 1980, cambió su nombre a Malaysian Association of Phonogram and Videogram Producers and Distributors (MAPV). Adoptó su nombre actual en 1996.

## Niveles de certificación
RIM es responsable de certificar álbumes de oro y platino en Malasia, en función de las ventas. Los niveles son: 

### CD de música
| Certificación | Antes del 1 de enero de 1997 | Antes del 1 de enero de 2000 | Antes del 1 de enero de 2003 | Antes del 1 de enero de 2006 | Antes del 1 de julio de 2009 | Después del 1 de julio de 2009 |
| ------------- | ---------------------------- | ---------------------------- | ---------------------------- | ---------------------------- | ---------------------------- | ------------------------------ |
| Oro           | 100,000                      | 50,000                       | 25,000                       | 15,000                       | 10,000                       | 7,500                          |
| Platino       | 200,000                      | 100,000                      | 50,000                       | 25,000                       | 20,000                       | 15,000                         |

### Repertorio internacional
| Certificación | Antes del 1 de enero del 2000 | Antes del 1 de enero de 2003 | Hasta el 31 de diciembre de 2005 |
| ------------- | ----------------------------- | ---------------------------- | -------------------------------- |
| Oro           | 25,000                        | 15,000                       | 10,000                           |
| Platino       | 50,000                        | 25,000                       | 20,000                           |

Nota: Los premios para el repertorio nacional e internacional son diferentes antes de 2006. 

### Ventas combinadas
Introducido en julio de 2009.
| Certificación | Número de copias |
| ------------- | ---------------- |
| Oro           | 15,000           |
| Platino       | 30,000           |

### Descargas digitales
Introducido en julio de 2009.
| Certificación | Número de copias |
| ------------- | ---------------- |
| Oro           | 75,000           |
| Platino       | 150,000          |